# Alexandr Zybin
Alexandr Sergueyévich Zybin —en ruso, Александр Сергеевич Зыбин— (Gorki, URSS, 20 de marzo de 1951-Los Ángeles, Estados Unidos, 4 de noviembre de 2010) fue un deportista soviético que compitió en vela en las clases Tornado y Star.
Ganó dos medallas de oro en el Campeonato Mundial de Tornado, en los años 1978 y 1980, y  una medalla de bronce en el Campeonato Europeo de Tornado de 1980. Además, obtuvo tres medallas en el Campeonato Europeo de Star entre los años 1981 y 1989.
Participó en dos Juegos Olímpicos de Verano, ocupando el cuarto lugar en Moscú 1980 (Tornado) y el octavo en Seúl 1988 (Star).

## Palmarés internacional
| Campeonato Mundial | Campeonato Mundial                 | Campeonato Mundial | Campeonato Mundial |
| Año                | Lugar                              | Medalla            | Clase              |
| ------------------ | ---------------------------------- | ------------------ | ------------------ |
| 1978               | Weymouth (Reino Unido)             | Medalla de oro     | Tornado            |
| 1980               | Auckland (Nueva Zelanda)           | Medalla de oro     | Tornado            |
| Campeonato Europeo |                                    |                    |                    |
| Año                | Lugar                              | Medalla            | Clase              |
| 1980               | Castiglione della Pescaia (Italia) | Medalla de bronce  | Tornado            |

| Campeonato Europeo | Campeonato Europeo     | Campeonato Europeo | Campeonato Europeo |
| Año                | Lugar                  | Medalla            | Clase              |
| ------------------ | ---------------------- | ------------------ | ------------------ |
| 1981               | Balatonfüred (Hungría) | Medalla de bronce  | Star               |
| 1984               | Palamós (España)       | Medalla de oro     | Star               |
| 1989               | Travemünde (RFA)       | Medalla de bronce  | Star               |